# Biston betularius
Biston betularius là một loài bướm đêm trong họ Geometridae.